# Polyrhachis ruficornis
Polyrhachis ruficornis är en myrart som beskrevs av Smith 1857. Polyrhachis ruficornis ingår i släktet Polyrhachis och familjen myror. Inga underarter finns listade i Catalogue of Life.